# الکساندرویس، جیمینا دابرسز
الکساندرویس، جیمینا دابرسز (به لاتین: Aleksandrowiec, Gmina Dobrcz) یک منطقهٔ مسکونی در لهستان است که در Gmina Dobrcz واقع شده‌است.

## خصوصیات
الکساندرویس ۹۴ نفر جمعیت دارد.